# Forest-l'Abbaye
Forest-l'Abbaye est une commune française située dans le département de la Somme, en région Hauts-de-France.
Depuis juillet 2020, la commune fait partie du parc naturel régional Baie de Somme - Picardie maritime.

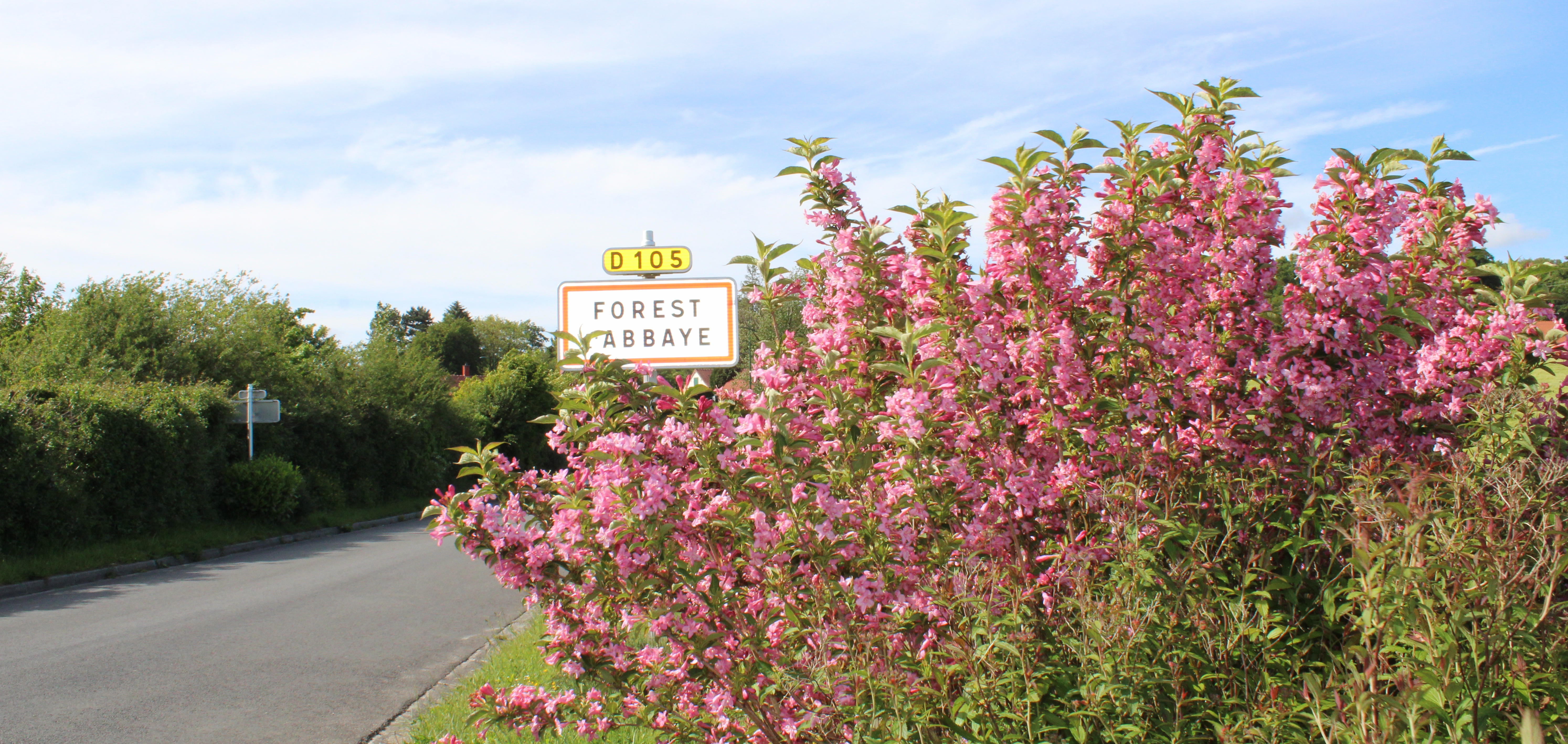
Une entrée de la commune.

## Géographie

### Localisation
Forest-l'Abbaye est un village picard du Ponthieu.
Limitrophe de Crécy-en-Ponthieu et de Nouvion, la localité est située à 11 km au nord d'Abbeville et à 48 km au nord-ouest d'Amiens à vol d'oiseau.
Le territoire de la commune est limitrophe de ceux de quatre communes.
Les communes limitrophes sont  Canchy, Crécy-en-Ponthieu, Lamotte-Buleux et Nouvion.

### Hydrographie
La commune est située dans le bassin Artois-Picardie. Elle n'est drainée par aucun cours d'eau.

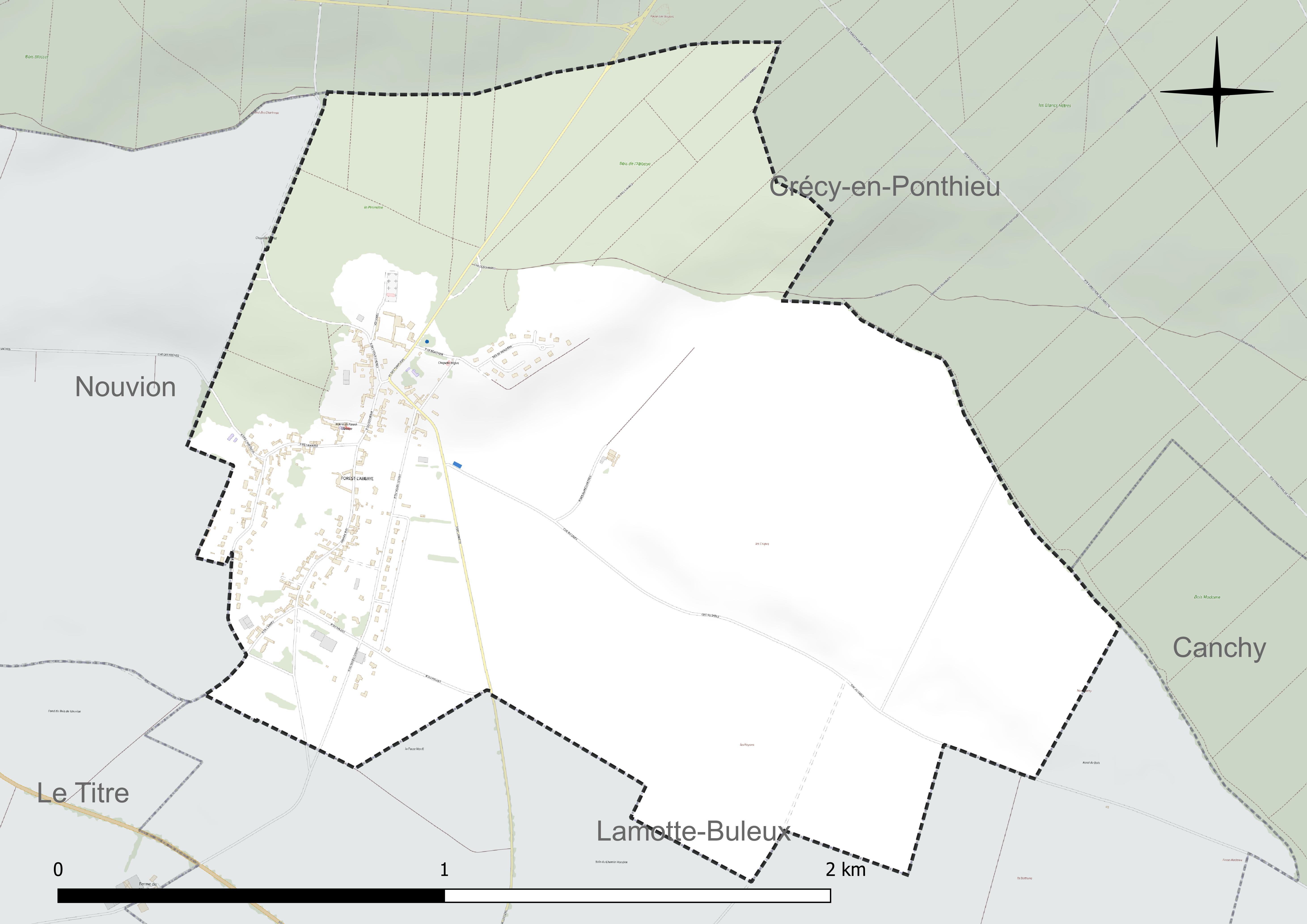
Réseau hydrographique de Forest-l'Abbaye.

### Climat
Pour des articles plus généraux, voir Climat des Hauts-de-France et Climat de la Somme.
En 2010, le climat de la commune est de type climat océanique franc, selon une étude du CNRS s'appuyant sur une série de données couvrant la période 1971-2000. En 2020, Météo-France publie une typologie des climats de la France métropolitaine dans laquelle la commune est exposée à un climat océanique et est dans la région climatique Côtes de la Manche orientale, caractérisée par un faible ensoleillement (1 550 h/an) ; forte humidité de l'air (plus de 20 h/jour avec humidité relative > 80 % en hiver), vents forts fréquents.
Pour la période 1971-2000, la température annuelle moyenne est de 10,4 °C, avec une amplitude thermique annuelle de 13,3 °C. Le cumul annuel moyen de précipitations est de 815 mm, avec 12,2 jours de précipitations en janvier et 8,5 jours en juillet. Pour la période 1991-2020, la température moyenne annuelle observée sur la station météorologique la plus proche, située sur la commune d'Abbeville à 11 km à vol d'oiseau, est de 11,0 °C et le cumul annuel moyen de précipitations est de 806,2 mm,. Pour l'avenir, les paramètres climatiques de la commune estimés pour 2050 selon différents scénarios d'émission de gaz à effet de serre sont consultables sur un site dédié publié par Météo-France en novembre 2022.

## Urbanisme

### Typologie
Au 1er janvier 2024, Forest-l'Abbaye est catégorisée commune rurale à habitat dispersé, selon la nouvelle grille communale de densité à sept niveaux définie par l'Insee en 2022.
Elle est située hors unité urbaine. Par ailleurs la commune fait partie de l'aire d'attraction d'Abbeville, dont elle est une commune de la couronne,. Cette aire, qui regroupe 73 communes, est catégorisée dans les aires de 50 000 à moins de 200 000 habitants,.

### Occupation des sols
L'occupation des sols de la commune, telle qu'elle ressort de la base de données européenne d'occupation biophysique des sols Corine Land Cover (CLC), est marquée par l'importance des territoires agricoles (66,4 % en 2018), en diminution par rapport à 1990 (67,4 %). La répartition détaillée en 2018 est la suivante : 
terres arables (66,4 %), forêts (21,6 %), zones urbanisées (11,2 %), milieux à végétation arbustive et/ou herbacée (0,8 %). L'évolution de l'occupation des sols de la commune et de ses infrastructures peut être observée sur les différentes représentations cartographiques du territoire : la carte de Cassini (XVIIIe siècle), la carte d'état-major (1820-1866) et les cartes ou photos aériennes de l'IGN pour la période actuelle (1950 à aujourd'hui).

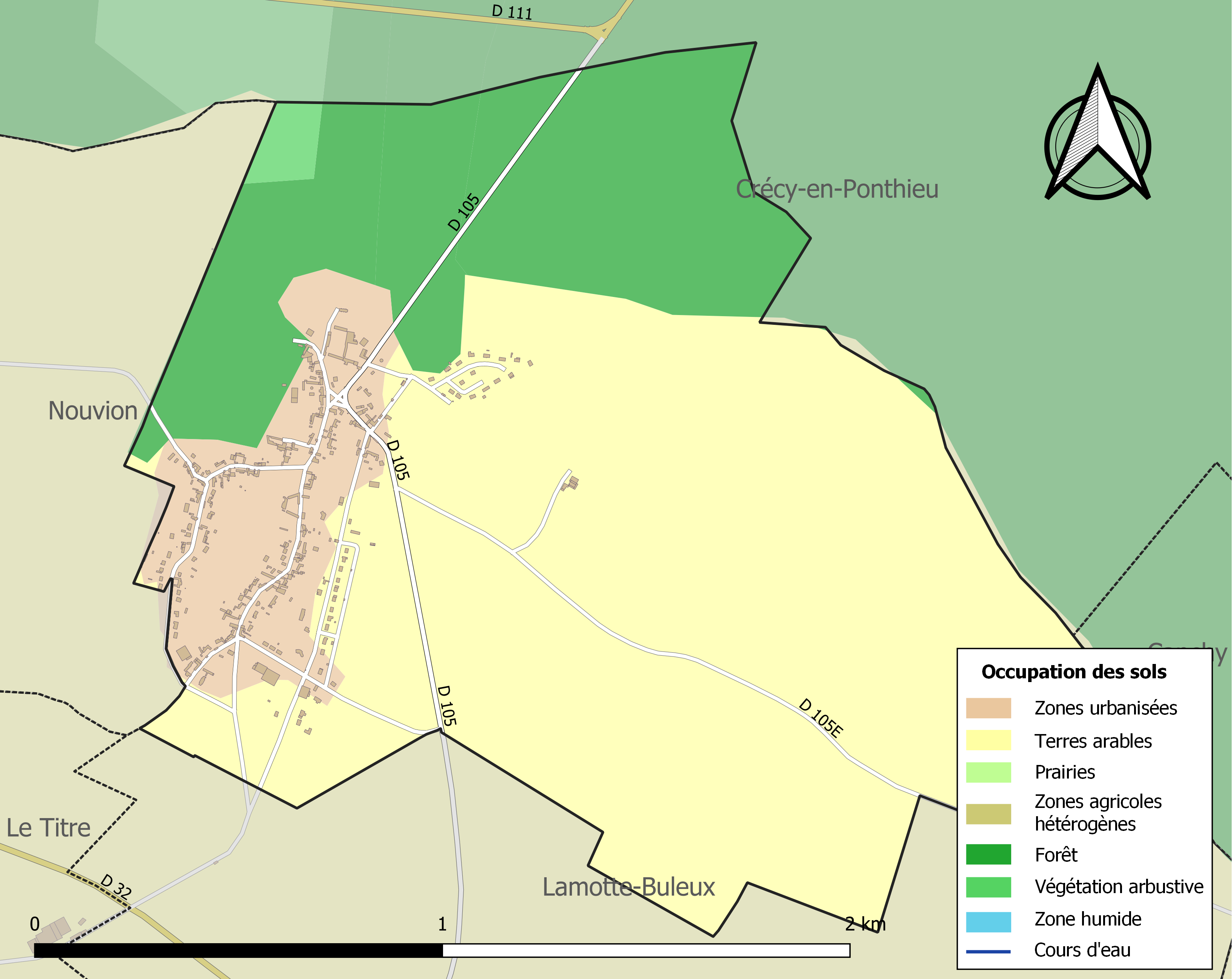
Carte des infrastructures et de l'occupation des sols de la commune en 2018 (CLC).

### Voies de communication et transports
La localité est desservie par la ligne de bus n°16 (Hesdin - Abbeville) du réseau Trans'80, Hauts-de-France. La société Voyages Dumont effectue le service chaque jour sauf pendant les vacances scolaires, le dimanche et les jours fériés.
Forest-l'Abbaye est à proximité de l'ancienne RN 1 (actuelle RD 1001), il est aisément accessible par la sortie  24 de l'autoroute A16.

## Toponymie
Le nom du village est attesté sous la forme Forestis en 797 ; Forest en 1255 ; Foret-l'Abé en 1610 ; Forest-l'Abbye en 1646 ; Foret-l'Abie en 1733 ; Forest-l'Abbaïe en 1757 ; Forest-l'Abbaye en 1763 ; Forest-l'Abby en 1761 ; Forest-la-Bye en 1763 ; Forest-Labbie en 1720 ; Forest-l'Abbi en 1787 ; Foret-Labby en 1790 ; Forêt-l'Abbaye en 1801.
Du bas latin forestis, du latin foresta, dérivé de fors, « hors », la forêt a d'abord désigné, au Moyen Âge, la partie du domaine qui se trouvait hors de l'espace cultivé. Ensuite, il désignera une vaste étendue couverte d'arbres, une « forêt réservée au roi ».
L'abbaye à laquelle il est fait référence est celle des Chartreux d'autrefois,.

## Histoire
Forest-l'Abbaye est brûlée par les Espagnols en août 1635.
En 1656, le village appartient à Claude de Lamiré, chevalier, et en 1700 à M. de Caulaincourt.
En 1753, une chapelle et un chapelain de l'Ordre de Malte aident à la pratique des dévotions.
Le village est desservi par un chemin de fer secondaire de 1892 à 1951. Il s'agit des Chemins de fer départementaux de la Somme qui exploitent notamment deux lignes, la ligne d'Abbeville à Dompierre qui se raccorde dans la commune à la ligne de Noyelles à Forest-l'Abbaye.
Un mitraillage allemand survenu en 1943 entraîne la mort de neuf personnes dans la salle d'attente de la gare de Forest-l'Abbaye.

## Politique et administration

### Distinctions et labels
- Forest-l'Abbaye est un village fleuri : quatre fleurs lui sont accordées depuis 1989. Elles ont été renouvelées sans interruption jusqu'en 2024 au concours des villes et villages fleuris[24],[22],[25],[26].

- La commune obtient une médaille de bronze au concours de l'Entente Florale en 1997, dans la catégorie villages.

## Équipements et services publics

### Enseignement
À la rentrée 2017, l'école du village est membre du regroupement pédagogique comprenant les écoles de Buigny-Saint-Maclou, Forest-l'Abbaye, Hautvillers-Ouville, Lamotte-Buleux et Le Titre. Elle est placée en zone B pour les vacances scolaires, dans l'académie d'Amiens et la circonscription Ponthieu-Marquenterre, en matière d'inspection départementale,.

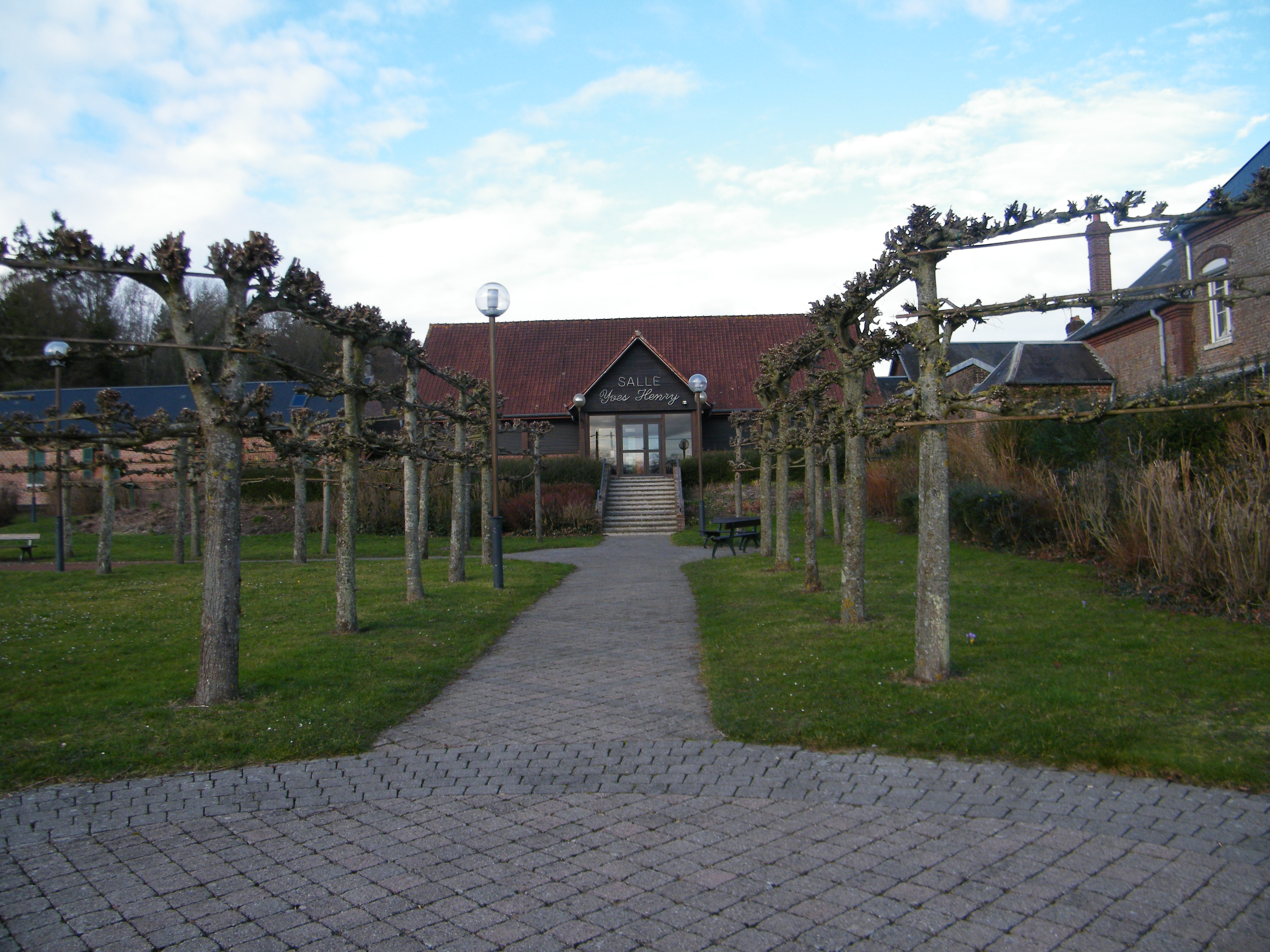
La salle communale
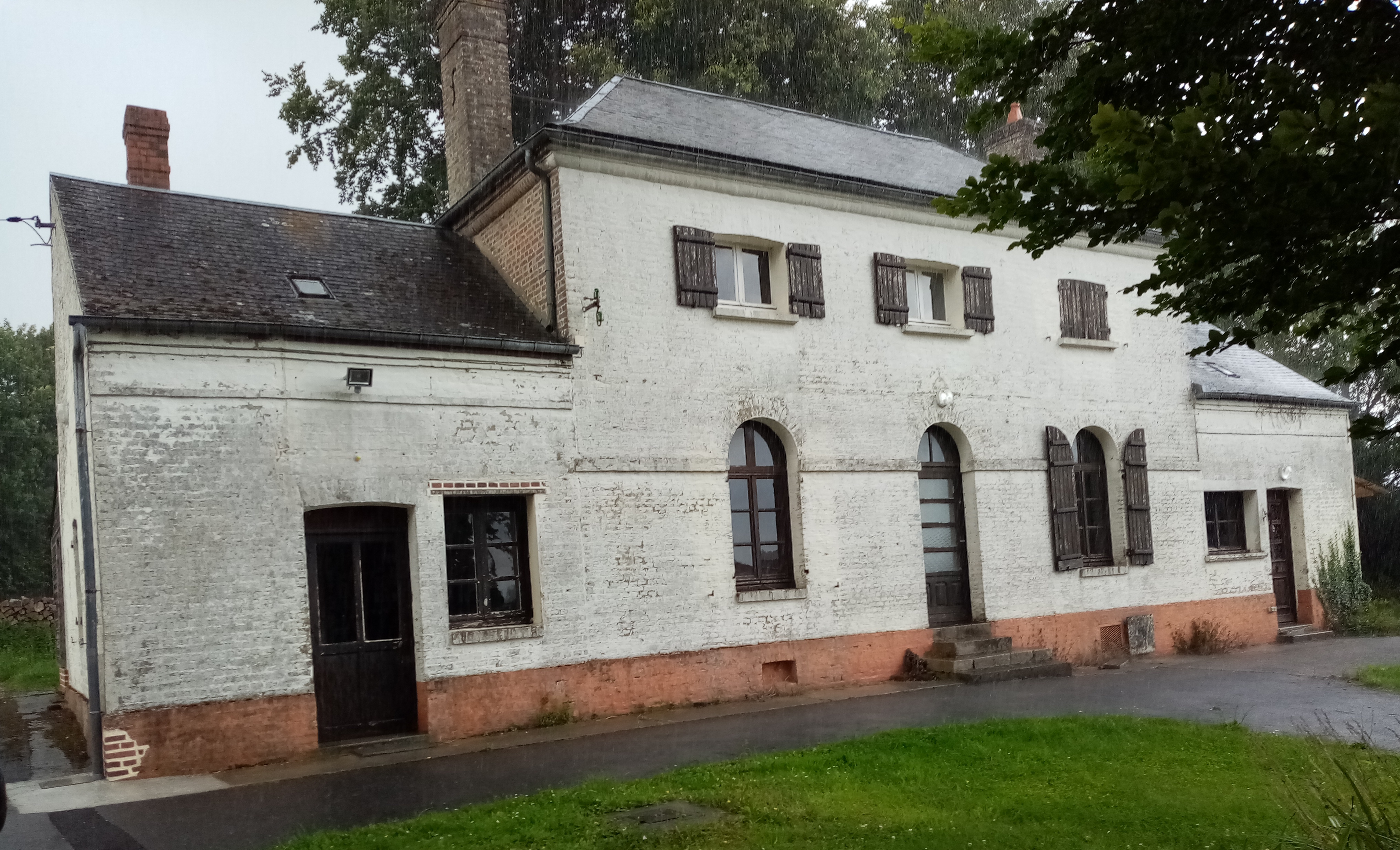
La maison forestière de Beauvoir
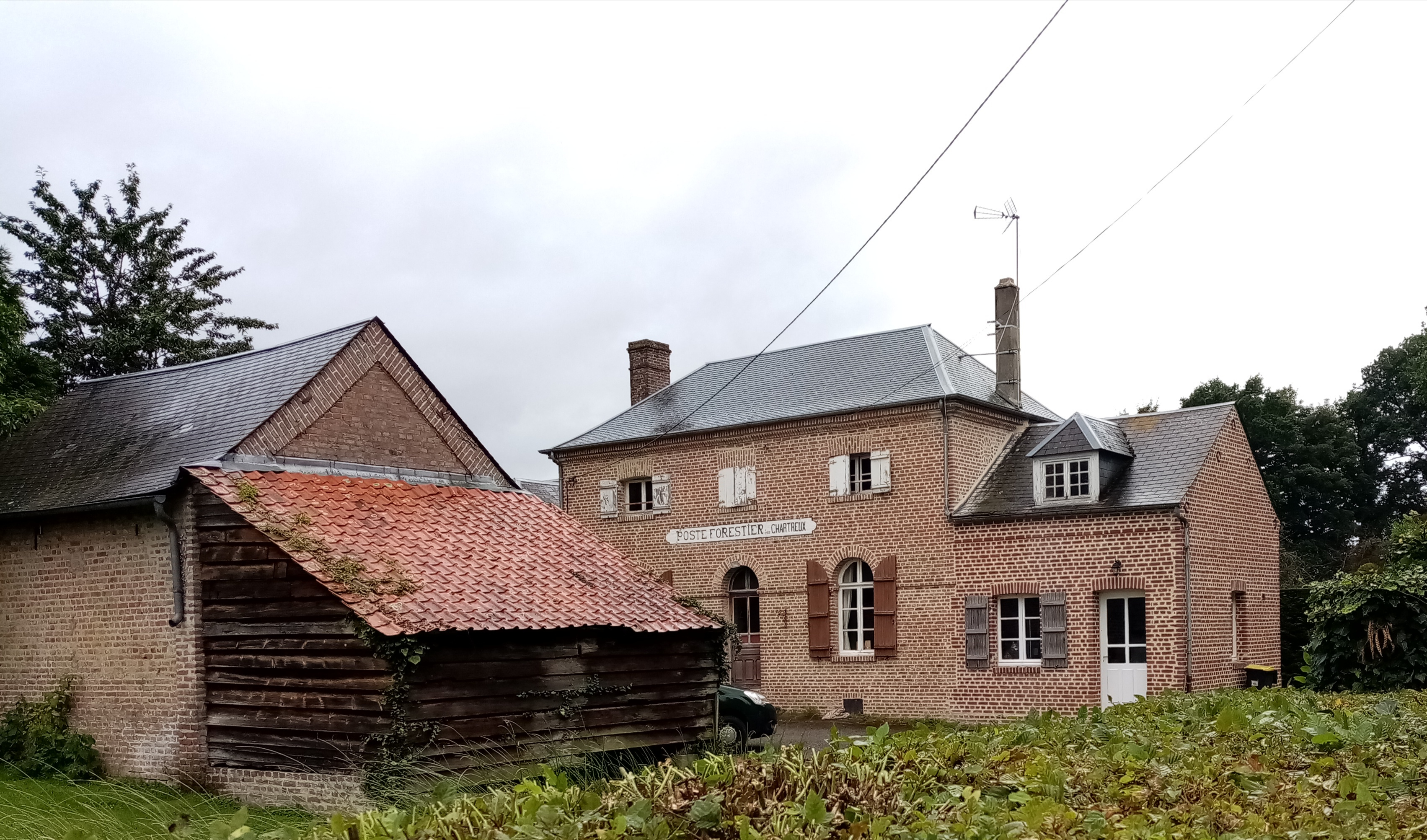
La maison forestière des Chartreux

## Population et société

### Démographie
L'évolution du nombre d'habitants est connue à travers les recensements de la population effectués dans la commune depuis 1793. Pour les communes de moins de 10 000 habitants, une enquête de recensement portant sur toute la population est réalisée tous les cinq ans, les populations de référence des années intermédiaires étant quant à elles estimées par interpolation ou extrapolation. Pour la commune, le premier recensement exhaustif entrant dans le cadre du nouveau dispositif a été réalisé en 2008.

En 2022, la commune comptait 314 habitants, en évolution de +6,08 % par rapport à 2016 (Somme : −1,26 %, France hors Mayotte : +2,11 %).
| 1793 | 1800 | 1806 | 1821 | 1831 | 1836 | 1841 | 1846 | 1851 |
| ---- | ---- | ---- | ---- | ---- | ---- | ---- | ---- | ---- |
| 388  | 406  | 405  | 403  | 472  | 460  | 472  | 480  | 471  |

| 1856 | 1861 | 1866 | 1872 | 1876 | 1881 | 1886 | 1891 | 1896 |
| ---- | ---- | ---- | ---- | ---- | ---- | ---- | ---- | ---- |
| 458  | 445  | 438  | 461  | 437  | 416  | 401  | 392  | 370  |

| 1901 | 1906 | 1911 | 1921 | 1926 | 1931 | 1936 | 1946 | 1954 |
| ---- | ---- | ---- | ---- | ---- | ---- | ---- | ---- | ---- |
| 386  | 391  | 365  | 321  | 337  | 338  | 390  | 383  | 382  |

| 1962 | 1968 | 1975 | 1982 | 1990 | 1999 | 2006 | 2008 | 2013 |
| ---- | ---- | ---- | ---- | ---- | ---- | ---- | ---- | ---- |
| 372  | 356  | 322  | 290  | 307  | 306  | 314  | 316  | 294  |

| 2018 | 2022 | - | - | - | - | - | - | - |
| ---- | ---- | - | - | - | - | - | - | - |
| 306  | 314  | - | - | - | - | - | - | - |

## Économie
L'agriculture reste l'activité dominante de la localité.

## Culture locale et patrimoine

### Lieux et monuments
- Église de la Nativité-de-la-Vierge de Forest-l'Abbaye : elle est célèbre pour son toit à deux couleurs, elle a été construite à l'aide de quatre matériaux différents (bois, craie, torchis et briques), elle mesure 3,50 mètres de haut pour 15 mètres de long et présente une composition typiquement picarde.
- Le chêne des chartreux, arbre remarquable, situé en bordure de la forêt de Crécy.

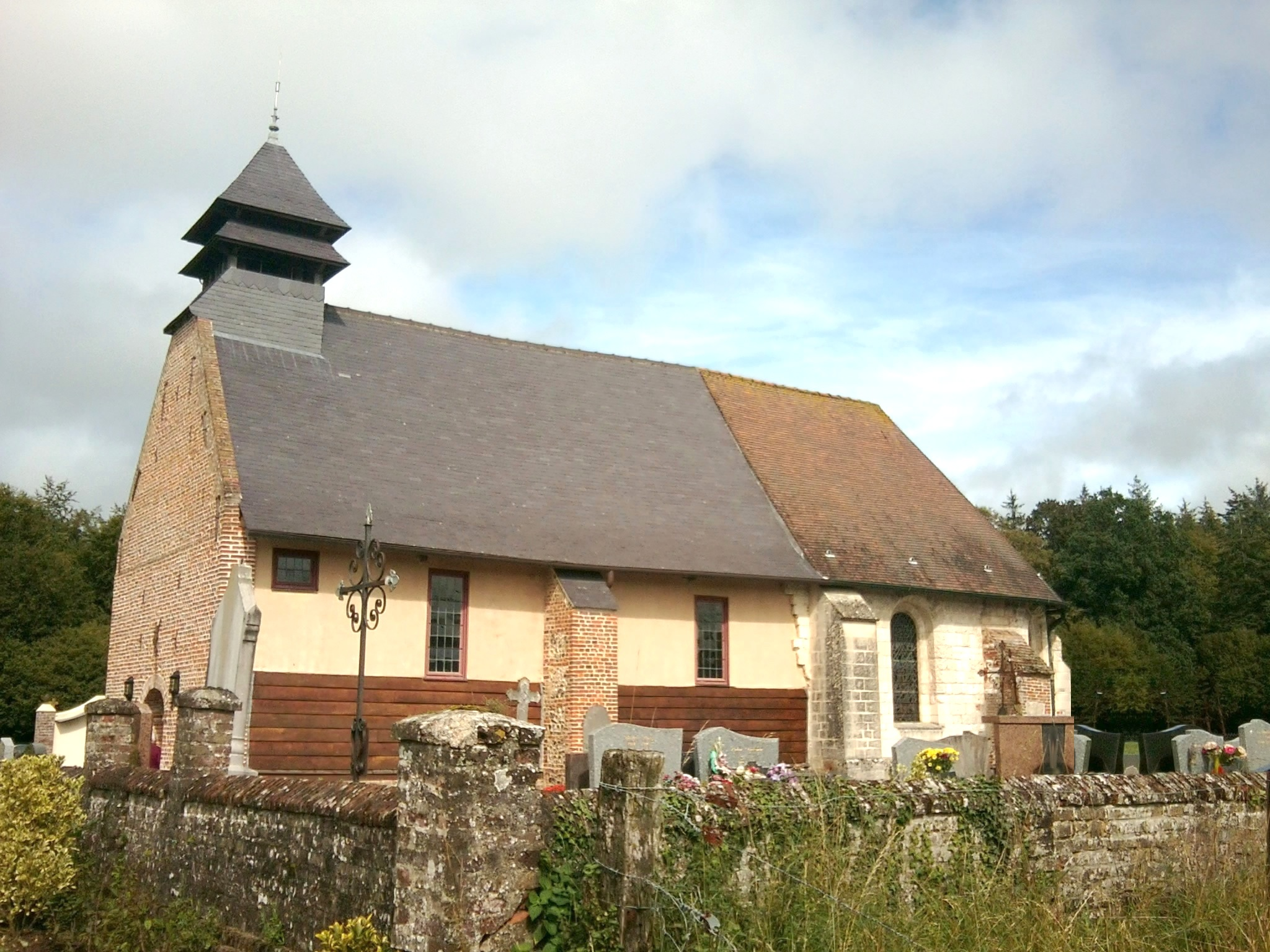
Église de la Nativité-de-la-Vierge du XIIe siècle.
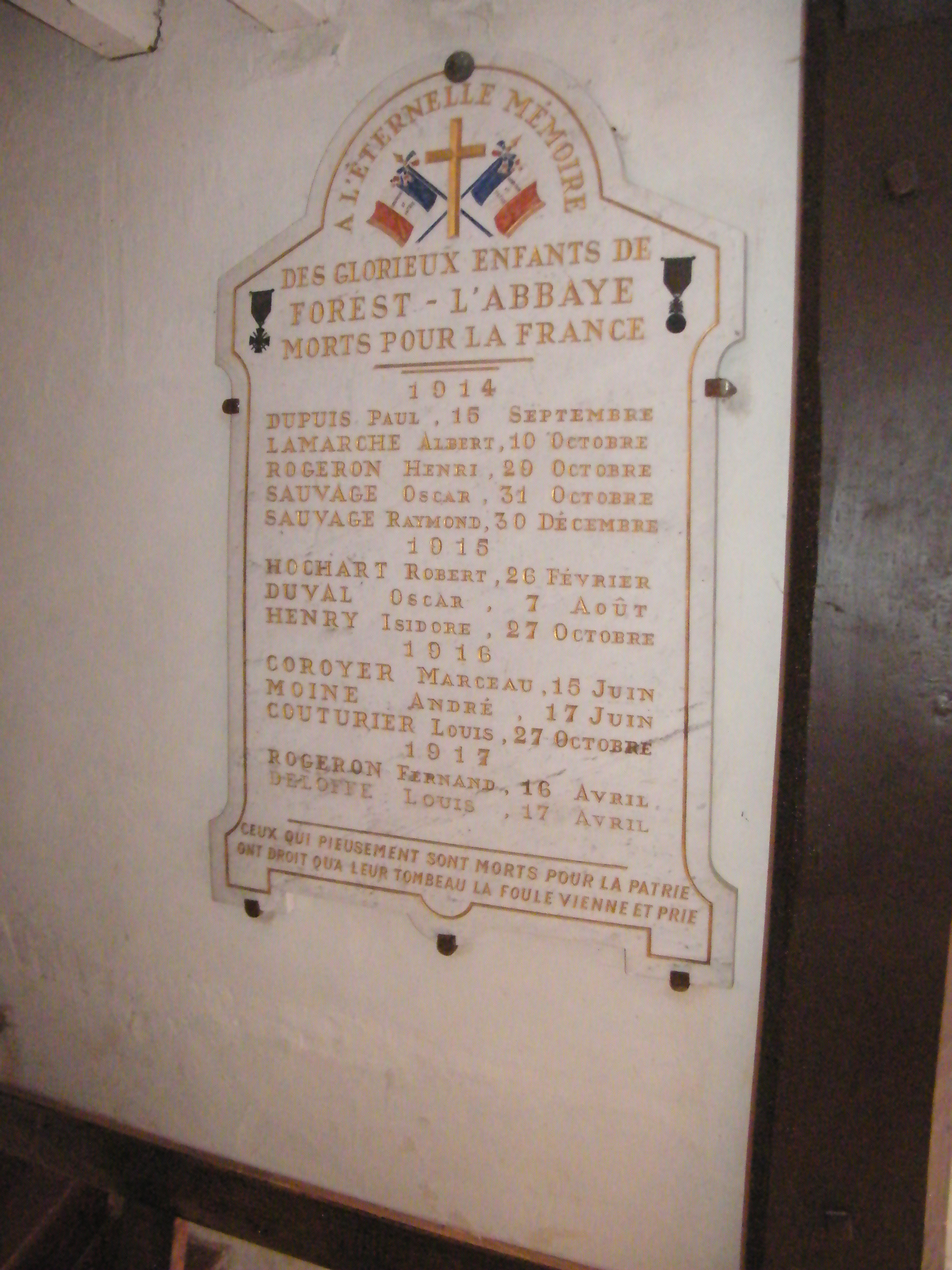
Plaque aux morts de la paroisse (1914-1918).
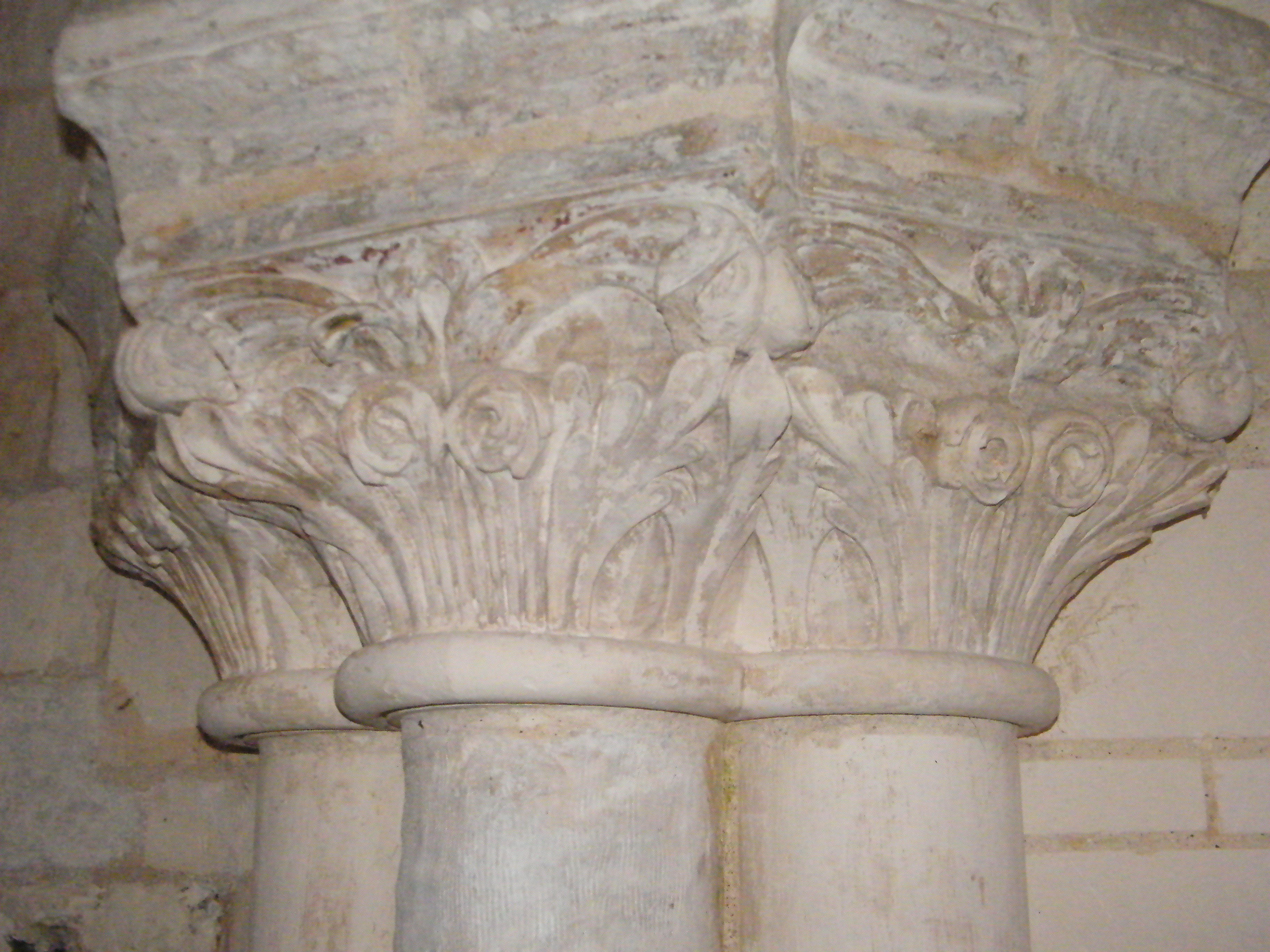
Chapiteau dans l'église.
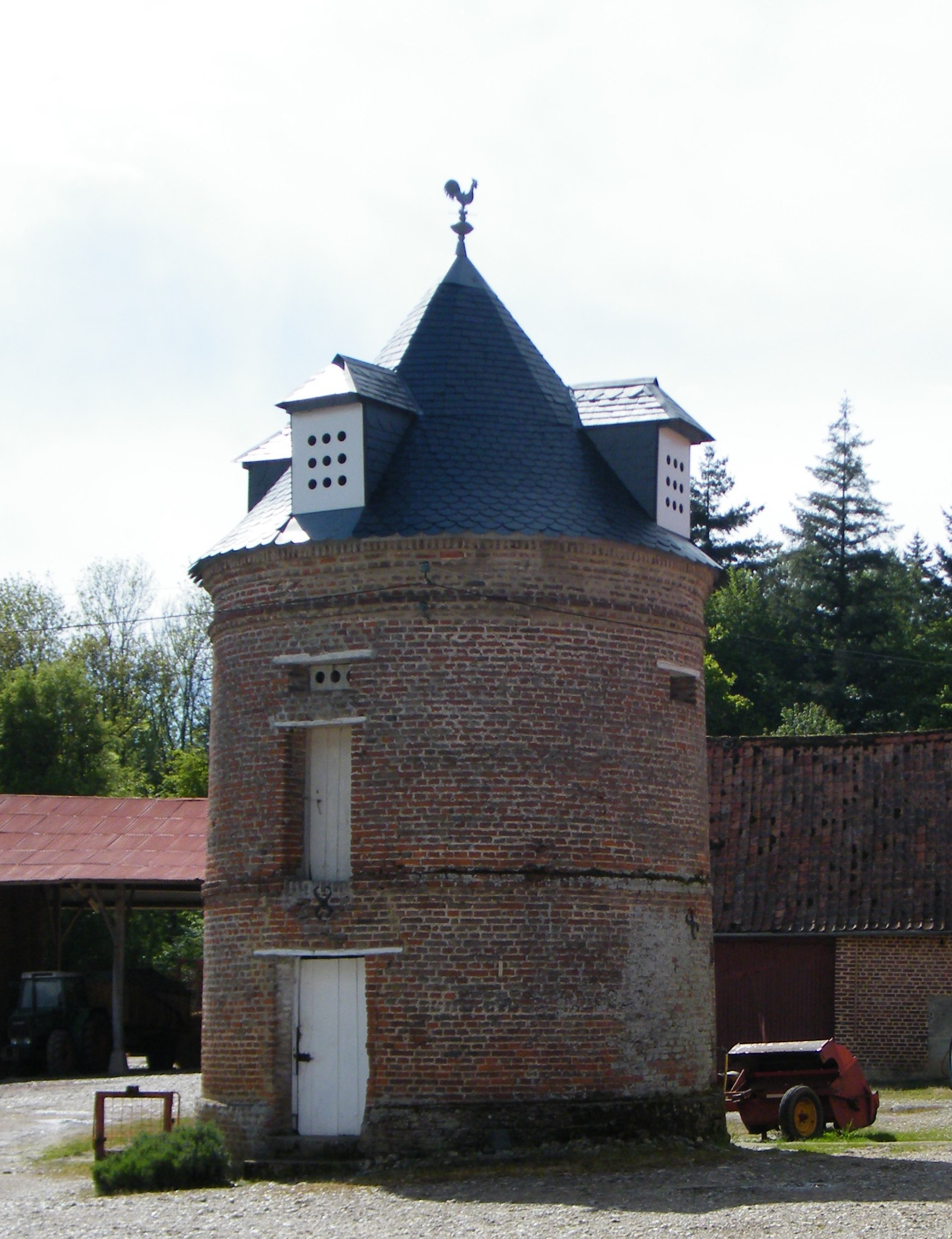
Colombier des Chartreux.
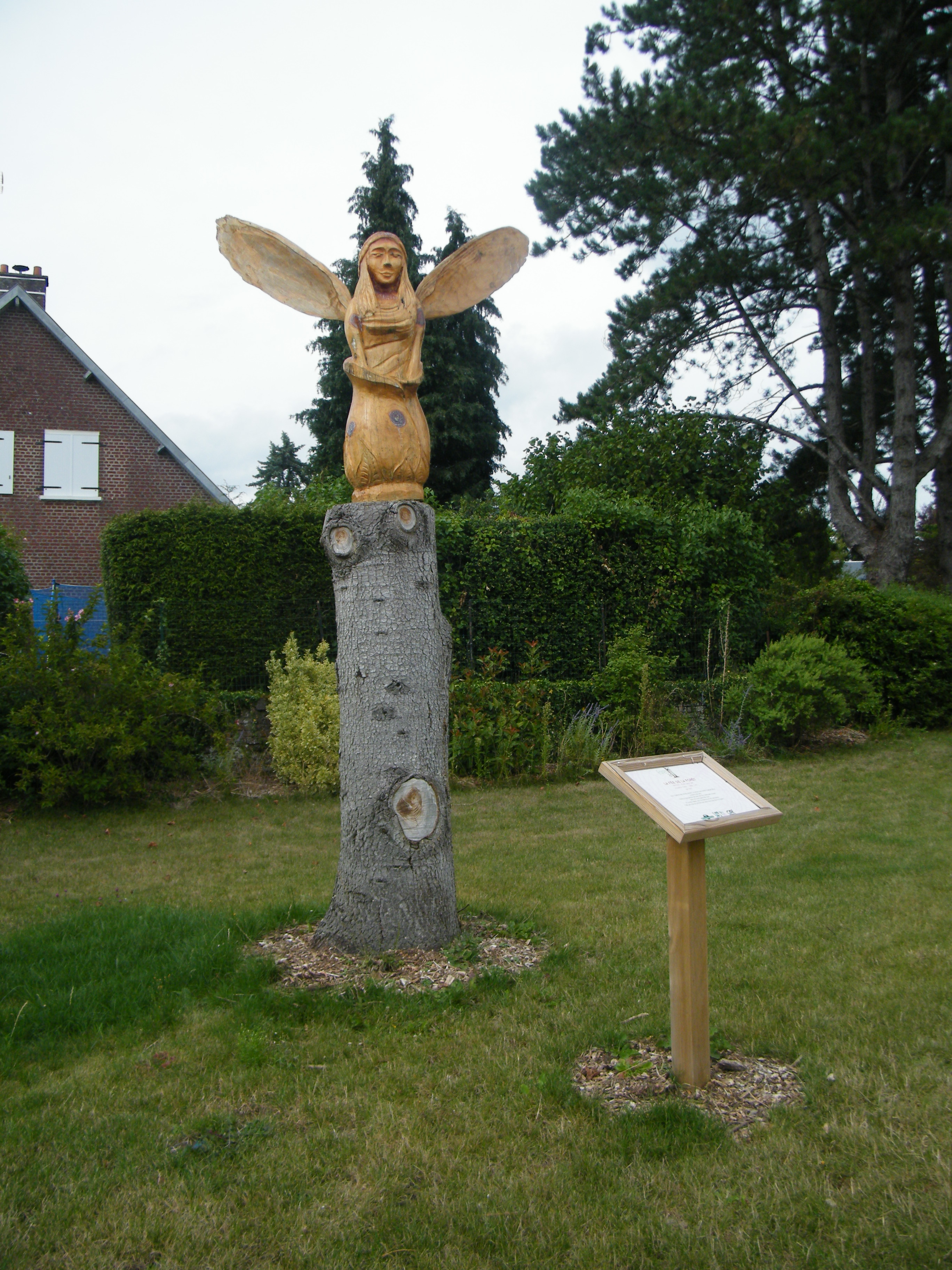
Arbre sculpté, la fée.
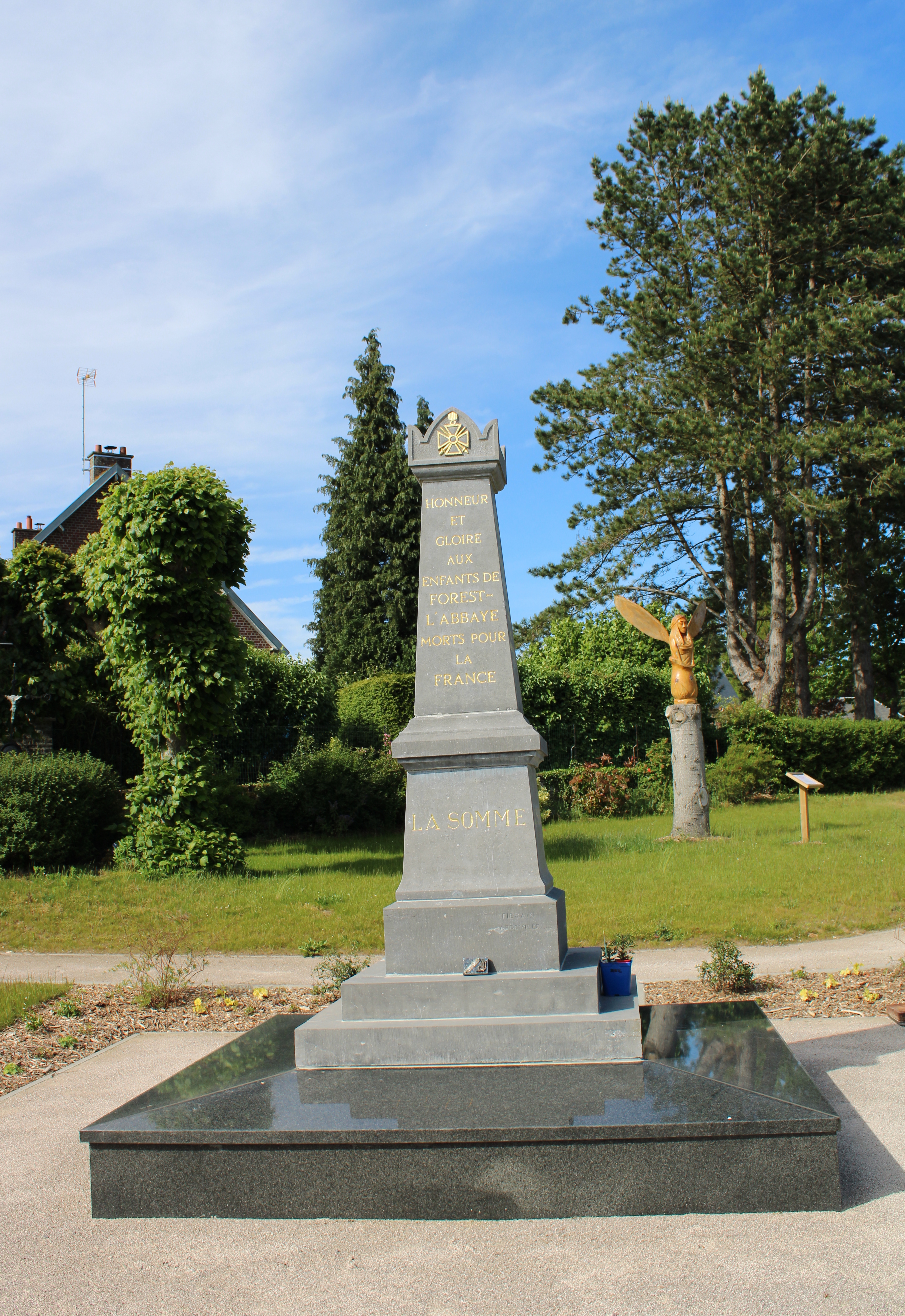
Le monument aux morts.

### Personnalités liées à la commune
- Mickaël Debève.